# Klaus Vellguth
Klaus Vellguth (* 8. Juli 1965) ist ein deutscher Theologe. Er arbeitet im Bereich der Pastoraltheologie, Religionspädagogik und Missionswissenschaft. Vellguth ist Professor für Pastoraltheologie an der Theologischen Fakultät Trier, Direktor des Instituts für Missionswissenschaft und Schriftleiter der pastoraltheologischen Fachzeitschriften Anzeiger für die Seelsorge sowie Diakonia.

## Leben
Zunächst studierte Vellguth an der Katholischen Hochschule Mainz Religionspädagogik/Praktischen Theologie. Im Jahr 2005 promovierte er bei Ottmar Fuchs an der Katholischen Theologischen Fakultät der Eberhard-Karls-Universität Tübingen. Zwei Jahre später habilitierte er sich an der Philosophisch-Theologischen Hochschule Vallendar im Fach Praktische Theologie mit der Ausrichtung Missionswissenschaft und war an der Hochschule als Privatdozent tätig. Im Jahr 2008 promovierte Vellguth an der Wirtschaftswissenschaftlichen Fakultät der Carl-von-Ossietzky-Universität in Oldenburg, es folgte eine Promotion an der Philosophischen Fakultät der Rheinisch-Westfälischen Hochschule Aachen im Jahr 2011.
Von 1997 bis 2021 war er in unterschiedlichen Funktionen beim Internationalen Katholischen Missionswerk missio Aachen e. V. beschäftigt, von 2009 bis 2021 sowohl als Leiter der Abteilung Theologische Grundlagen als auch als Leiter der Stabsstelle Marketing.
Im Jahr 2008 wurde Vellguth als Professor für Missionswissenschaft an die Philosophisch-Theologische Hochschule Vallendar (heute: Vinzenz Pallotti University) berufen. Im Jahr 2021 folgte ein Ruf als Professor für Pastoraltheologie an die Theologische Fakultät Trier.
Einen Schwerpunkt seiner Arbeit bilden Publikationen mit pastoraltheologischem, weltkirchlichem und religionspädagogischem Fokus sowie Veröffentlichungen mit spirituellen Inhalten. Insgesamt hat Klaus Vellguth über hundert Bücher verfasst bzw. herausgegeben.

## Werke (Auswahl)

### Autor
- Wir können uns sehen lassen. Öffentlichkeitsarbeit in der Gemeinde. Bernward bei Don Bosco, München 1999, ISBN 3-7698-1187-9.
- Eine neue Art, Kirche zu sein. Entstehung und Verbreitung der Kleinen Christlichen Gemeinschaften und des Bibel-Teilens in Afrika und Asien. Herder, Freiburg 2005, ISBN 978-3-451-28857-9.
- Kirche und Fundraising. Wege einer zukunftsfähigen Kirchenfinanzierung. Herder, Freiburg 2007, ISBN 978-3-451-29378-8.
- Fundraising als gemeinschaftsorientierter Marketingansatz. Lit, Münster 2008, ISBN 978-3-8258-1409-0.
- Aktion T4. Mord mit System. Das NS-Euthanasieprogramm und die Geschichte eines Opfers. Lahn-Verlag, Kevelaer 2014, ISBN 978-3-8367-0870-8.
- Kirche neu gestalten. Pastoralinstitute in Afrika, Asien und Ozeanien. Bonifatius, Paderborn 2017, ISBN 978-3-89710-730-4.

### Herausgeber
- Klaus Vellguth (Hg.): Mission und Dialog: Ansätze für ein kommunikatives Missionsverständnis (= Theologie der Einen Welt. 1). Herder, Freiburg i. Br., Basel, Wien 2012, ISBN 978-3-451-33260-9.
- Klaus Vellguth (Hg.): Kleine Christliche Gemeinschaften. Impulse für eine zukunftsfähige Kirche (= Theologie der Einen Welt. 2). Herder, Freiburg i. Br., Basel, Wien 2012, ISBN 978-3-451-33261-6.
- Klaus Vellguth (Hg.): Theologie und Diakonie. Glauben in der Tat (= Theologie der Einen Welt. 3). Herder, Freiburg i. Br., Basel, Wien 2013, ISBN 978-3-451-33262-3.
- Klaus Vellguth (Hg.): Weltkirchliche Spiritualität. Den Glauben neu erfahren (= Theologie der Einen Welt. 4). Herder, Freiburg i. Br., Basel, Wien 2013, ISBN 978-3-451-33265-4.
- Klaus Vellguth (Hg.): Religionsfreiheit. Grundlagen – Reflexionen – Modelle (= Theologie der Einen Welt. 5). Herder, Freiburg i. Br., Basel, Wien 2014, ISBN 978-3-451-33378-1.
- Klaus Vellguth (Hg.): Weltkirche in Deutschland. Miteinander den Glauben leben (= Theologie der Einen Welt. 6). Herder, Freiburg i. Br., Basel, Wien 2014, ISBN 978-3-451-33379-8.
- Klaus Vellguth (Hg.): Evangelii Gaudium. Stimmen der Weltkirche (= Theologie der Einen Welt. 7). Herder, Freiburg i. Br., Basel, Wien 2015, ISBN 978-3-451-33380-4.
- Klaus Vellguth (Hg.): Evangelisierung. Die Freude des Evangeliums miteinander teilen (= Theologie der Einen Welt. 9). Herder, Freiburg i. Br., Basel, Wien 2015, ISBN 978-3-451-33619-5.
- Klaus Vellguth (Hg.): Menschenwürde. Diskurse zur Universalität und Unveräußerlichkeit. Herder, Freiburg i. Br., Basel, Wien 2016, ISBN 978-3-451-33615-7.
- Klaus Vellguth (Hg.): Familie. Miteinander leben in Kirche und Welt (= Theologie der Einen Welt. 10). Herder, Freiburg i. Br., Basel, Wien 2016, ISBN 978-3-451-37552-1.
- Klaus Vellguth (Hg.): Schöpfung. Miteinander leben im gemeinsamen Haus (= Theologie der Einen Welt. 11). Herder, Freiburg i. Br., Basel, Wien 2017, ISBN 978-3-451-37837-9.
- Klaus Vellguth (Hg.), Pastoralinstitute weltweit. Ferment einer Kirche von morgen (ThEW 19), Freiburg 2021.
- Klaus Vellguth (Hg.), Frauen in der Einen Welt. Feministische Perspektiven (ThEW 18), Freiburg 2021.
- Klaus Vellguth (Hg.), Urbanisierung. Gott in der Stadt entdecken (ThEW 17), Freiburg 2020.
- Moses Awinongya/Gabriel Faimau/Klaus Vellguth (Hg.), Mit der Schöpfung Leben atmen. Afrikanische Schöpfungsspiritualitäten im Dialog (Edition Schöpfung, Bd. 3), Ostfildern 2021.
- Isis Ibrahim/Shaji Kochutara/Klaus Vellguth (Hg.), In der Schöpfung Heimat finden. Asiatische Schöpfungsspiritualitäten im Dialog (Edition Schöpfung, Bd. 2), Ostfildern 2020.
- Carlo Maria Pagano/Elisabeth Steffens/Klaus Vellguth (Hg.), Wir sind nur Gast auf Erden. Lateinamerikanische Schöpfungsspiritualität im Dialog (Edition Schöpfung, Bd. 1), Ostfildern 2019.
- Wojciech Kluj/Klaus Vellguth/Frans Wijssen (Hg.), Laudato si’ and Mission (European Mission Studies 3), Warschau 2021.